# Кребс, Карл (музыковед)
Карл Кребс (нем. Carl Krebs; 5 февраля 1857, Ханзеберг, Восточная Пруссия (ныне Кшимово, Польша) — 9 февраля 1937, Берлин) — немецкий музыковед
 и музыкальный критик.
Учился с 1881 г. в Консерватории Шарвенки у самого Ксавера Шарвенки, Филиппа Рюфера и Альберта Беккера, затем с 1883 г. в Берлинской Высшей школе музыки у Вальдемара Баргиля и Карла Генриха Барта. В 1893 г. защитил в Ростоке диссертацию, посвящённую творчеству итальянского органиста Джироламо Дирута.
В 1895—1931 гг. активнейшим образом публиковался как музыкальный критик в берлинских газетах «Vossische Zeitung», «Der Tag», «Moderne Kunst», «Deutsche Rundschau». Выступал с ультрапатриотических позиций, заявляя, в частности:

В последнее время нас затопляют всяческие славянские народности с музыкальными продуктами своих родных краёв. Это может быть весьма интересно в отдельных случаях, однако не более того: мир ощущений Запада и Востока слишком различен, чтобы эта музыка могла принести нам подлинную пользу. Я также считаю пустой тратой времени вечера французской камерной музыки. Я люблю и почитаю достижения французов в других областях, я очень ценю их как исполнителей, однако в том, что касается музыкального творчества, они бездарнейший народ из всех… (1907)

Кроме того, Кребс выступал непримиримым противником музыки Ференца Листа и Макса Регера (называя последнего, в частности, композитором «без вдохновения, без осмысленного плана, без целей и определённых задач»).
Кребс выступил публикатором переписки Брамса, написал книги «Женщины в музыке» (нем. «Die Frauen in der Musik»; 1895) и «Диттерсдорфиана» (1900) о композиторе Карле Диттерсдорфе, обзорный труд «Гайдн, Моцарт, Бетховен» (1906, переиздания 1913, 1920), популярную книгу по истории дирижирования «Мастера дирижёрской палочки» (нем. Meister des Taktstocks; 1919). В 1895—1923 гг. преподавал историю музыки в Берлинской Высшей школе музыки.